# ورقة الطابع
ورقة الطابع هي قطعة من الورق غالبًا ما تكون ورقة كاملة (فولسكاب)، وتحمل ختم الإيرادات مطبوعاً. إن أوراق الطابع ليست شكلاً من أشكال القرطاسية البريدية، فبالرغم من أنها قد تحوي على كتابة، إلا أنها ليست مصممة للاستعمال في نقل رسالة.
كان استعمال ورق الطابع في المستعمرات الأمريكية لا يحظى بشعبية كبيرة لدرجة أنه يُنسب إليه الفضل في زرع بذور الثورة الأمريكية.

## الاستعمالات
استعمل ورق الطابع على نطاق واسع في جميع أنحاء العالم لتحصيل الضرائب الحكومية على المستندات الورقية التي تتطلب طابعاً، مثل عقود الإيجار والاتفاقيات والإيصالات ووثائق المحكمة وغيرها الكثير. وتشترى الأوراق فارغة باستثناء ورقة الطابع تكون مطبوعة مسبقًا وتكون متاحة للشراء لدى باعة القرطاسية ومكاتب المحامين ومكاتب البريد والمحاكم وفقًا للوائح المحلية. ثم يكتب من يعنيه الأمر وفق أعماله القانونية على الورقة ويقدمها إلى المحكمة أو أي طرف معني آخر. وهذه طريقة فعالة لتحصيل الضرائب وختم المستندات دون الحاجة إلى تقديمها إلى مكتب ختم حكومي منفصل.

## التاريخ
يُعتقد أن ورق الطابع كان اختراعًا إسبانيًا، أعيد استعماله في هولندا في عقد العشرينيات من القرن السابع عشر. وقد استعمل على نطاق واسع في فرنسا (من 1651)، وبريطانيا العظمى (من 1694)، والولايات المتحدة والهند وأماكن أخرى.
يتطلب قانون الطوابع لعام 1765 من جميع المستعمرات البريطانية في العالم الجديد استعمال ورق الطابع المعد في لندن والمنقوش عليهِ بختم الإيرادات. إن الشعور السيء الذي خلفهُ هذا القانون كان لهُ الفضل في زرع بذور الثورة الأمريكية.

## جمع ورق الطابع
إن جمع ورق الطابع هي جزء من هواية جمع الطوابع.

## التدابير الأمنية
يشغل رسم الطابع العرض الكامل للجزء العلوي من الورقة أحيانًا، وغالبًا ما يكون ذو تصميم محفور معقد لتعزيز الأمان. بينما تحتوي الورقة في كثير من الأحيان على علامة مائية لصفحة كاملة لزيادة الأمان أيضاً.

## الاستعمال الحالي
لا يزال ورق الطابع مستعملاً في العديد من البلدان؛ ومع ذلك، يجري تطوير الإصدارات الإلكترونية للحد من مخاطر الاحتيال. وقد كان هذا هو الحال بشكل خاص في الهند بعد عملية احتيال واسعة النطاق في عام 2000. وظل استعمال ورق الطابع مصدرا مهماً للدخل في بعض البلدان النامية، مثل بنجلاديش، حيث يصعب تحصيل أشكال أخرى من الضرائب الحكومية.

## معرض الصور

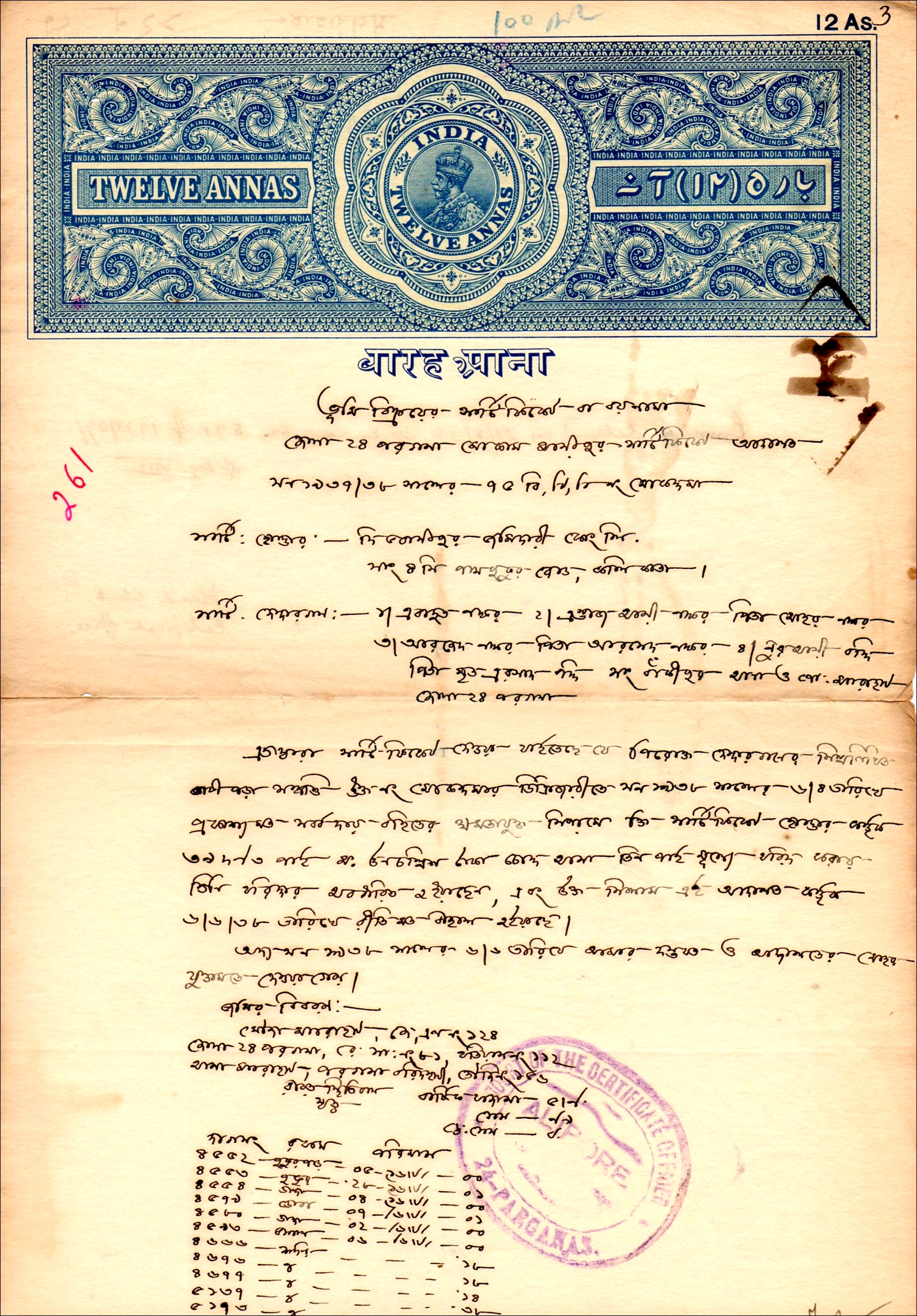
ورقة طابع هندية من عام 1938
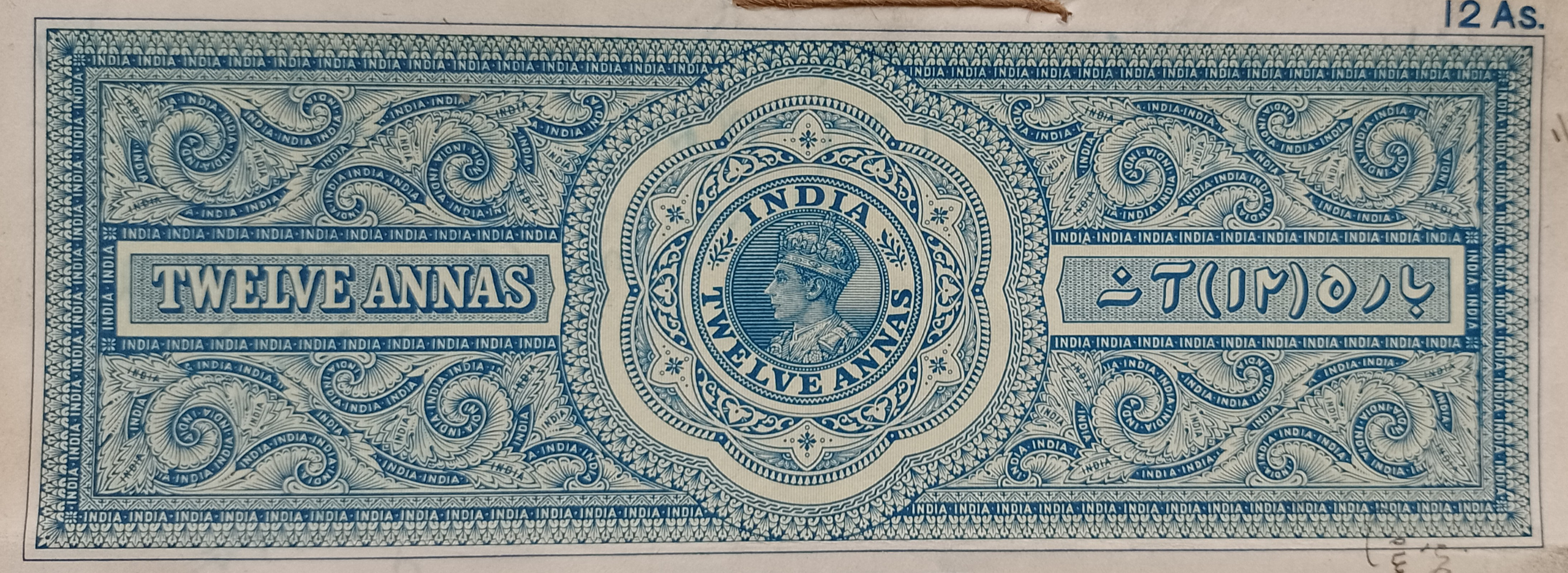
الجزء العلوي من ورقة طابع هندية من عام 1938
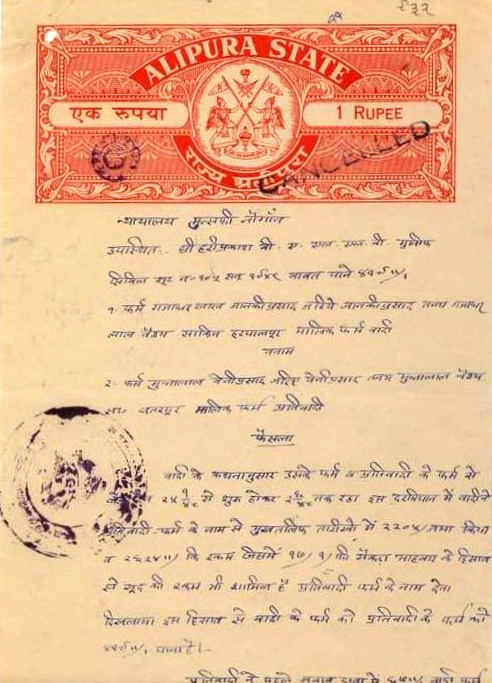
ورق طابع من ولاية اليبورا الهندية من عام 1900
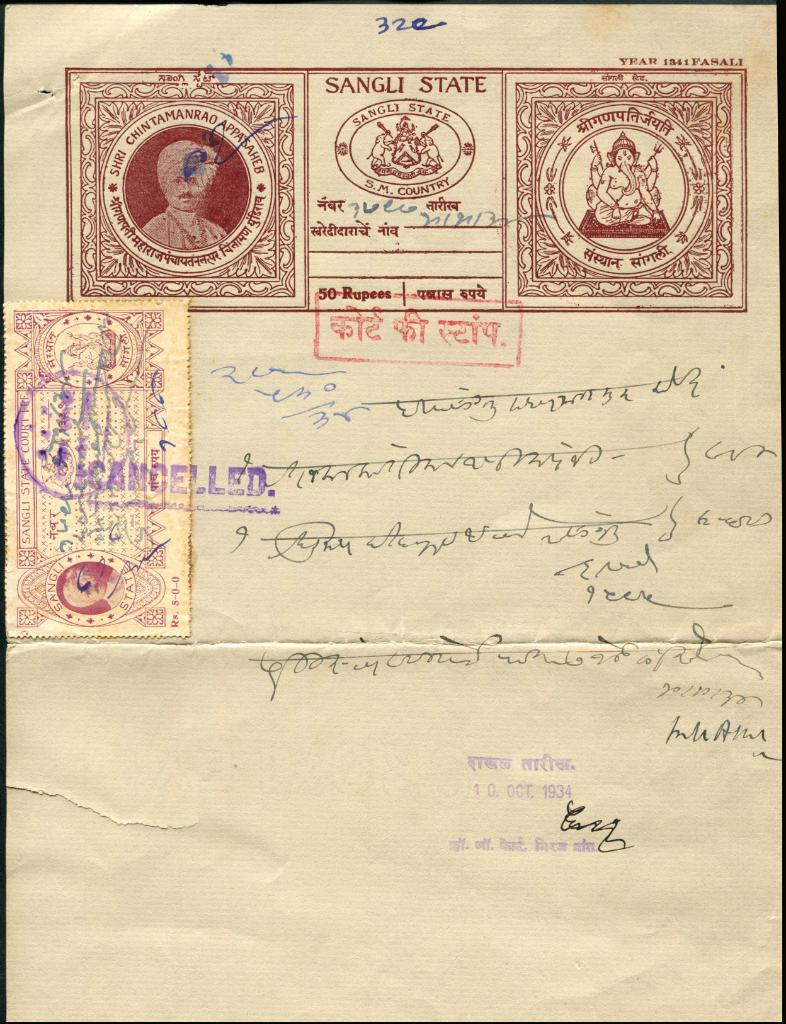
رسوم محكمة ولاية سانجلي على ورق طابع صادر في عام 1934 بقيمة 50 روبية هندية
ورقة طابع هندية بقيمة روبيتان صادرة سنة 1952
- ورقة طابع هندية بقيمة روبيتان مكتوب عليها باللغة التيلوغوية صادرة سنة 1945